# توم بورنس (لاعب كرة قاعدة)
توم بورنس (بالإنجليزية: Tom Burns)‏ هو لاعب كرة قاعدة أمريكي، ولد في 30 مارس 1857 في هونيسدال في الولايات المتحدة، وتوفي في 19 مارس 1902 في جيرسي سيتي في الولايات المتحدة.

## وصلات خارجية
- توم بورنس على موقعبيزبول رفرنس.كوم (الدوري الرئيسي) (الإنجليزية)
- توم بورنس على موقعبيزبول رفرنس.كوم (الدوري الثانوي) (الإنجليزية)
- توم بورنس على موقع مشجعي الرسوم البيانية (الإنجليزية)